# Qatar Ladies Open 2005
Qatar Ladies Open 2005 (відомий як Qatar Total Open 2005 за назвою спонсора), — тенісний турнір, що проходив на відкритих кортах з твердим покриттям Khalifa International Tennis Complex у Досі (Катар). Це був 5-й за ліком Qatar Ladies Open. Належав до турнірів 2-ї категорії в рамках Туру WTA 2005. Тривав з 21 до 26 лютого 2005 року.

## Очки і призові

### Нарахування очок
| Дисципліна1      | П   | Ф   | ПФ | ЧФ | 1/8 | 1/16 | Q     | Q3   | Q2  | Q1  |
| Одиночний розряд | 195 | 137 | 88 | 49 | 25  | 1    | 11.75 | 6.75 | 4   | 1   |
| Парний розряд    | 195 | 137 | 88 | 49 | 1   | Н/Д  | 11.75 | Н/Д  | Н/Д | Н/Д |

### Призові гроші
| Дисципліна       | П       | Ф       | ПФ      | ЧФ      | 1/8    | 1/162  | Q3     | Q2     | Q1   |
| Одиночний розряд | $95,500 | $51,000 | $27,300 | $14,600 | $7,820 | $4,175 | $2,230 | $1,195 | $640 |
| Парний розряд *  | $30,000 | $16,120 | $8,620  | $4,610  | $2,465 | Н/Д    | Н/Д    | Н/Д    | Н/Д  |

1 Очки йдуть в рейтинг WTA.
2 Кваліфаєри отримують і призові гроші 1/16 фіналу

* на пару

## Переможниці та фіналістки

### Одиночний розряд
Марія Шарапова —  Алісія Молік, 4–6, 6–1, 6–4

### Парний розряд
Алісія Молік /  Франческа Ск'явоне —  Кара Блек /  Лізель Губер, 6–3, 6–4